# Bairins vänstra baner
Bairins vänstra baner är ett baner i Inre Mongoliet i Folkrepubliken Kina.
Orten är mest känd för att det var här som Liaodynastin grundade sin "övre huvudstad" (上京) på 900-talet.